# Kompung Leaeng
Kompung Leaeng es uno de los ocho distritos que forman la provincia camboyana de Kompung Chinang, con una población estimada en marzo de 2008 de 44 520 habitantes. Está dividido en las siguientes  comunas (khum), que se muestran asimismo con población estimada de 2008:
- Chranouk 6,891
- Dar 6,235
- Kampong Hau 6,829
- Phlov Tuk 1,943
- Pou 4,425
- Pralay Meas 5,812
- Samraong Saen 1,537
- Svay Rumpear 5,612
- Trangel 5,236[1]